# Jeroen Blijlevens
Jeroen Blijlevens (Rijen, Brabant del Nord, 29 de desembre de 1971) va ser un ciclista neerlandès, que fou professional entre 1994 i 2004. Durant la seva carrera aconseguí 74 victòries.
Excel·lent esprínter, guanyà etapes a les tres Grans Voltes: 4 al Tour de França, 5 a la Volta a Espanya i 2 al Giro d'Itàlia.

## Palmarès
- 1992
  - Vencedor d'una etapa de la Teleflex Tour
  - Vencedor d'una etapa del Tour d'Hainaut
  - 1r a la PWZ Zuidenveld Tour
- 1993
  - 1r al Gran Premi de Lillers
  - Vencedor d'una etapa de la Tour de l'Avenir
  - Vencedor d'una etapa de la Tour de Poitou-Charentes
  - 1r a la Dorpenomloop Rucphen
  - Vencedor d'una etapa de la Teleflex Tour
- 1994
  - Vencedor d'una etapa de la Tour de l'Avenir
  - Vencedor d'una etapa de la Hofbrau Cup
  - Vencedor d'una etapa dels Quatre dies de Dunkerque
- 1995
  - Vencedor d'una etapa de la Volta a Espanya
  - Vencedor de 2 etapes de la Volta als Països Baixos
  - Vencedor d'una etapa del Tour de França
  - 1r a la Ronde van Midden-Zeeland
  - Vencedor de 2 etapes de la Volta a Múrcia
  - Vencedor d'una etapa de la Volta a Andalusia
  - 1r al Trofeu Alcúdia de la Challenge de Mallorca
  - 1r a la Draai Van de Kaai
  - 1r a Ronde van Pijnacker
- 1996
  - Vencedor d'una etapa del Tour de França
  - Vencedor d'una etapa de la Volta a Espanya
  - 1r a la Profronde Heerlen
  - Vencedor de 4 etapes a la Volta a Baviera
  - Vencedor de 2 etapes dels Quatre dies de Dunkerque
  - 1r al Trofeu Palma de la Challenge de Mallorca
  - 1r a la Draai Van de Kaai
  - 1r a la Profronde van Heerlen

| - 1997 - Vencedor d'una etapa del Tour de França - 1r a la Profronde van Surhuisterveen - 1r a la Profronde van Wateringen - 1r al Nacht van Hengelo - Vencedor d'una etapa a la Volta a Baviera - Vencedor d'una etapa a la Volta a Astúries - Vencedor d'una etapa dels Quatre dies de Dunkerque - 1r a la Veenendaal-Veenendaal - Vencedor de 2 etapes del Circuit de La Sarthe - Vencedor d'una etapa als Tres dies de De Panne-Koksijde - Vencedor d'una etapa a la Ruta del Sud - 1998 - Vencedor d'una etapa del Tour de França - Vencedor de 2 etapes de la Volta a Espanya - Vencedor de 2 etapes de la Volta als Països Baixos - Vencedor d'una etapa de la Volta a Múrcia - Vencedor d'una etapa de la Setmana Catalana - Vencedor d'una etapa de la Euskal Bizikleta - 1r a Acht van Chaam - Vencedor d'una etapa als Tres dies de De Panne-Koksijde - 1r a Woerden | - 1999 - Vencedor de 2 etapes del Giro d'Itàlia - Vencedor d'una etapa de la Volta a Espanya - Vencedor de 2 etapes de la Volta als Països Baixos - Vencedor d'una etapa del Tour de Romandia - Vencedor d'una etapa de la Volta a Galícia - 1r al Trofeu Palma de la Challenge de Mallorca - 1r al Gran Premi de Denain - 1r a la Nokere Koerse - 1r a la Grote Scheldeprijs - 1r a la Dwars door Gendringen - Vencedor d'una etapa de la Volta a Castella i Lleó - 1r a la Profronde van Stiphout - 2000 - Vencedor d'una etapa als Tres dies de De Panne-Koksijde - 2003 - 1r a Ruddervoorde |

### Resultats al Tour de França
- 1995. Abandona (7a etapa). Vencedor d'una etapa
- 1996. 128è de la classificació general. Vencedor d'una etapa
- 1997. 126è de la classificació general. Vencedor d'una etapa
- 1998. Abandona (18a etapa). Vencedor d'una etapa
- 2000. Exclòs per un incident amb un altre corredor (21a etapa).
- 2001. Abandona (9a etapa)

### Resultats al Giro d'Itàlia
- 1998. Fora de temps (6a etapa)
- 1999. Abandona (19a etapa). Vencedor de 2 etapes
- 2000. 98è de la classificació general
- 2001. 99è de la classificació general

### Resultats a la Volta a Espanya
- 1995. Abandona (14a etapa). Vencedor d'una etapa
- 1996. 100è de la classificació general. Vencedor d'una etapa
- 1998. Abandona (14a etapa). Vencedor de 2 etapes
- 1999. 114è de la classificació general. Vencedor d'una etapa
- 2002. Abandona (13a etapa)